# Blepharis attenuata
 
Блефаріс відтягнутий (Blepharis attenuata) — вид рослин з родини акантові.

## Будова
Колючий чагарник з синіми квітками, який квітне з травня місяця. Плід — коробочка з двома насінинами, що вкриті білими притиснутими до насінини волосинами.

## Життєвий цикл
Блефаріс відтягнутий має особливий спосіб поширення насіння. Оскільки в пустелі мало опадів, рослина очікує на дощ і зберігає їх у коробочці. При потраплянні вологи на стебло — насіння вистрілює у різні боки. Потрапляючи на землю насінини розкривають пухнасті волосинки, які просякають водою, щоб додатково набирати вологи з довкілля. Таким чином насіння гарантовано отримає потрібну кількість води і починає проростати через 6 годин після приземлення на вологий ґрунт.

## Поширення та середовище існування
Зростає в Ізраїлі в долині Бейт-Шеан, Йорданській долині, Самарії, Юдейській пустелі, долині Мертвого моря.

## Галерея

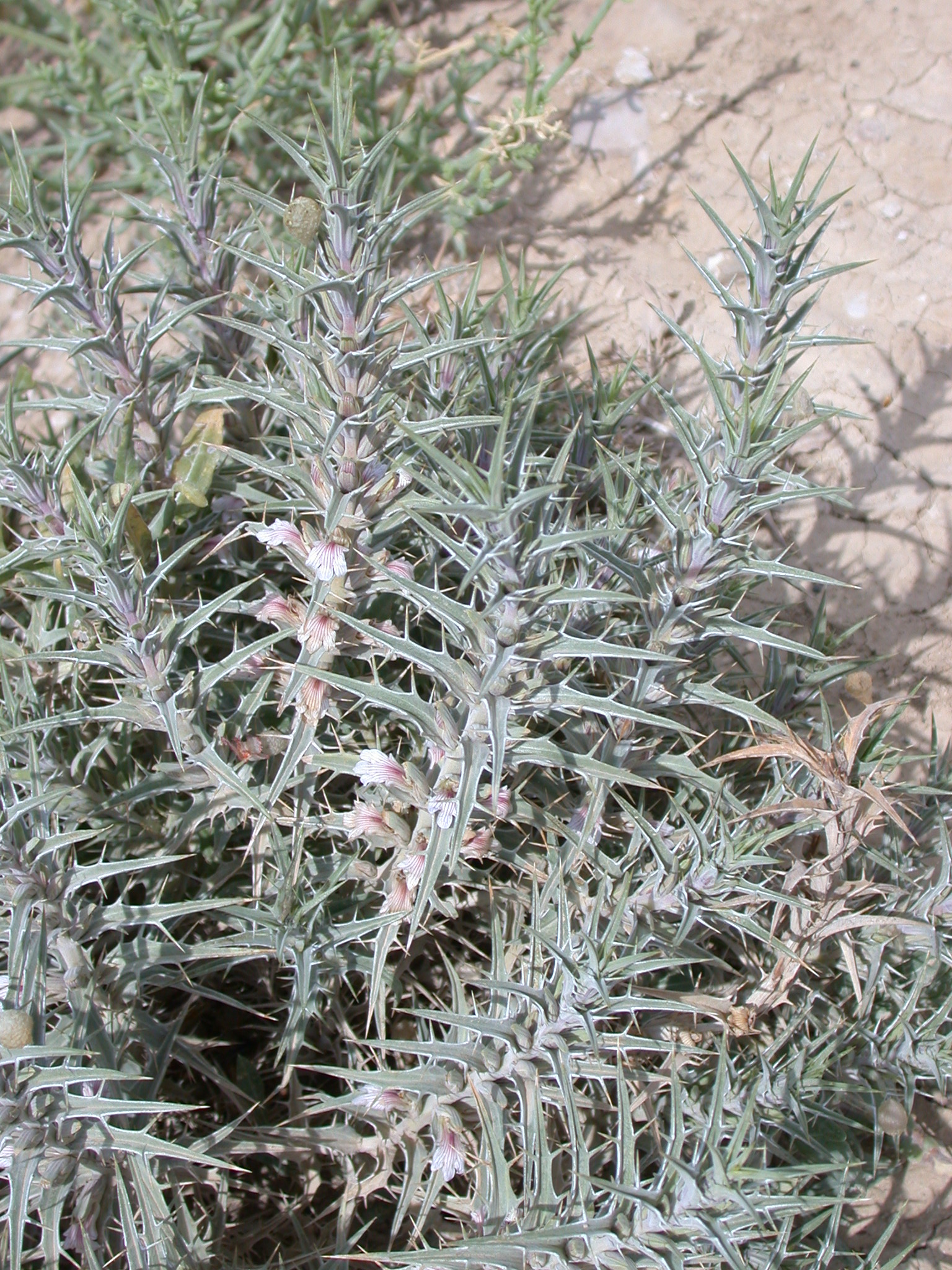
Листя